# Centrobasket 1969
El Centrobasket 1969, también conocido como el III Campeonato de baloncesto de Centroamérica y el Caribe, fue la 3.ª edición del campeonato regional de Centroamérica y el Caribe de la FIBA Américas. El torneo tuvo lugar en la La Habana, Cuba del 29 de octubre al 3 de noviembre de 1969. Este torneo otorgó dos cupos al Campeonato Mundial de Baloncesto de 1970.
Panamá ganó su segundo título al finalizar 7-1 en el todos contra todos. Cuba y Puerto Rico consiguieron la medalla de plata y la medalla de bronce, respectivamente.

## Equipos participantes
- Cuba (anfitrión)
- Panamá
- Puerto Rico
- República Dominicana
- Venezuela

## Todos contra todos

### Posiciones
| # | Equipo               | PJ | G | P | PE  | PP  | Dif  |
| - | -------------------- | -- | - | - | --- | --- | ---- |
| 1 | Panamá               | 8  | 7 | 1 | 621 | 544 | +77  |
| 2 | Cuba                 | 8  | 6 | 2 | 620 | 473 | +147 |
| 3 | Puerto Rico          | 8  | 5 | 3 | 686 | 542 | +144 |
| 4 | Venezuela            | 8  | 2 | 6 | 457 | 596 | -139 |
| 5 | República Dominicana | 8  | 0 | 8 | 452 | 681 | -229 |

### Partidos
| 29 de octubre de 1969  |          |                      |  |
| Panamá                 | 77 - 66  | Venezuela            |  |
| Cuba                   | 89 - 57  | República Dominicana |  |
| 30 de octubre de 1969  |          |                      |  |
| Puerto Rico            | 100 - 41 | República Dominicana |  |
| Cuba                   | 66 - 42  | Venezuela            |  |
| 31 de octubre de 1969  |          |                      |  |
| Venezuela              | 72 - 57  | República Dominicana |  |
| Panamá                 | 85 - 82  | Puerto Rico          |  |
| 1 de noviembre de 1969 |          |                      |  |
| Panamá                 | 75 - 60  | República Dominicana |  |
| Cuba                   | 88 - 77  | Puerto Rico          |  |
| 2 de noviembre de 1969 |          |                      |  |
| Puerto Rico            | 76 - 49  | Venezuela            |  |
| Panamá                 | 59 - 50  | Cuba                 |  |
| 3 de noviembre de 1969 |          |                      |  |
| Puerto Rico            | 96 - 57  | República Dominicana |  |
| Cuba                   | 82 - 41  | Venezuela            |  |
| 4 de noviembre de 1969 |          |                      |  |
| Panamá                 | 91 - 83  | Puerto Rico          |  |
| Venezuela              | 66 - 59  | República Dominicana |  |
| 5 de noviembre de 1969 |          |                      |  |
| Panamá                 | 89 - 62  | República Dominicana |  |
| Puerto Rico            | 76 - 69  | Cuba                 |  |
| 6 de noviembre de 1969 |          |                      |  |
| Cuba                   | 94 - 59  | República Dominicana |  |
| Panamá                 | 83 - 59  | Venezuela            |  |
| 7 de noviembre de 1969 |          |                      |  |
| Puerto Rico            | 96 - 62  | Venezuela            |  |
| Cuba                   | 82 - 62  | Panamá               |  |

| Campeón Panamá |
| Segundo título |

## Clasificados al Mundial

### Clasificados al Mundial de Yugoslavia 1970
| Panamá Campeón del torneo | Cuba Subcampeón del torneo |